# 2e étape du Tour d'Espagne 2003
Pour un article plus général, voir Tour d'Espagne 2003.
La 2e étape du Tour d'Espagne 2003 a eu lieu le 7 septembre 2003 entre la ville de Gijon et celle de Cangas de Onis sur une distance de 148 km. Elle a été remportée par l'Espagnol Luis Pérez Rodríguez Cofidis devant ses compatriotes Carlos Sastre (CSC) et Alejandro Valverde (Kelme-Costa Blanca). L'Espagnol Joaquim Rodríguez (ONCE-Eroski) s'empare du maillot doré de leader du classement général au détriment de son coéquipier Igor González de Galdeano.

## Déroulement

### Récit
Après un début d'étape musclé qui voit notamment Joan Horrach (Milaneza-MSS) passer en tête de l'Alto de la Madera, une échappée de quatre coureurs se forme le kilomètre 26 avec les Espagnols Pedro Horrillo (Quick Step-Davitamon), Constantino Zaballa (Kelme-Costa Blanca) et César García (Labarca-2-Café Baqué) et l'Italien Cristian Pepoli (Saeco). Lors du premier sprint intermédiaire à Langreo remporter par Zaballa, ils possèdent un peu plus d'une minute d'avance sur le peloton. Alors qu'Horrillo craque dans l'Alto de la faya de los Lobos, les trois échappées conservent environ deux minutes d'avance à 80 kilomètre de l'arrivée, Zaballa étant leader virtuel de l'épreuve.
Sous l'influence de l'équipe ONCE-Eroski, l'écart se met brutalement à chuter et les échappées sont repris au kilomètre 98. Le rythme du peloton est très fort notamment sous les relais de Jörg Jaksche et de Mikel Pradera et il explose en deux groupes distincts. Dans le second groupe, on retrouve notamment Alex Zülle (Phonak Hearing Systems), José Luis Rubiera (US Postal Service-Berry Floor) et Levi Leipheimer (Rabobank) mais malgré le travail de l'équipe de ce dernier, ils n'arriveront pas à rentrer sur le groupe de tête, perdant plus de onze minutes à l'arrivée.
C'est sous l'impulsion de l'équipe Kelme que le peloton aborde la dernière difficulté du jour, l'Alto del Mirador del Fito, une montée de neuf kilomètre à 6.3% de pente moyenne. C'est à ce moment-là que Luis Pérez Rodríguez (Cofidis-Le Crédit par Téléphone) et Carlos Sastre s'extirpent du groupe de tête, emmenant avec eux plusieurs coureurs dont Isidro Nozal (ONCE-Eroski). Le duo passe le sommet en tête avec trente secondes d'avance sur le peloton. Réussissant à conserver une certaine marge de manœuvre dans la descente, ils se disputent la victoire d'étape à Cangas de Onís. A ce jeu, c'est Luis Pérez Rodríguez le plus fort, remportant donc l'étape et sa première victoire professionnelle devant Sastre et Alejandro Valverde (Kelme-Costa Blanca) qui règle le sprint du peloton quatorze secondes après les deux premiers.
Comme il devance Igor González de Galdeano au classement de l'étape, Joaquim Rodríguez (ONCE-Eroski) s'empare du maillot or de leader du classement général dans le même temps que son coéquipier. Sa cinquième place sur l'étape lui permet également de prendre la tête du classement par points.

### Points distribués
| Sprint intermédiaire Langreo | Sprint intermédiaire Langreo | Sprint intermédiaire Langreo | Sprint intermédiaire Langreo | Sprint intermédiaire Langreo |
| ---------------------------- | ---------------------------- | ---------------------------- | ---------------------------- | ---------------------------- |
|                              | Coureur                      | Pays                         | Équipe                       | Point(s)                     |
| 1er                          | Constantino Zaballa          | Espagne                      | Kelme-Costa Blanca           | 4                            |
| 2e                           | Roberto Laiseka              | Espagne                      | Euskaltel-Euskadi            | 2                            |
| 3e                           | César García                 | Espagne                      | Labarca-2-Café Baqué         | 1                            |
| modifier                     |                              |                              |                              |                              |

| Sprint intermédiaire Pedroso | Sprint intermédiaire Pedroso | Sprint intermédiaire Pedroso | Sprint intermédiaire Pedroso | Sprint intermédiaire Pedroso |
| ---------------------------- | ---------------------------- | ---------------------------- | ---------------------------- | ---------------------------- |
|                              | Coureur                      | Pays                         | Équipe                       | Point(s)                     |
| 1er                          | Constantino Zaballa          | Espagne                      | Kelme-Costa Blanca           | 4                            |
| 2e                           | César García                 | Espagne                      | Labarca-2-Café Baqué         | 2                            |
| 3e                           | Cristian Pepoli              | Italie                       | Saeco                        | 1                            |
| modifier                     |                              |                              |                              |                              |

| Sprint intermédiaire Gobiendes | Sprint intermédiaire Gobiendes | Sprint intermédiaire Gobiendes | Sprint intermédiaire Gobiendes | Sprint intermédiaire Gobiendes |
| ------------------------------ | ------------------------------ | ------------------------------ | ------------------------------ | ------------------------------ |
|                                | Coureur                        | Pays                           | Équipe                         | Point(s)                       |
| 1er                            | José Enrique Gutiérrez         | Espagne                        | Kelme-Costa Blanca             | 4                              |
| 2e                             | Jörg Jaksche                   | Allemagne                      | ONCE                           | 2                              |
| 3e                             | Francisco Cabello              | Espagne                        | Kelme-Costa Blanca             | 1                              |
| modifier                       |                                |                                |                                |                                |

| Arrivée d'étape Gijon | Arrivée d'étape Gijon     | Arrivée d'étape Gijon | Arrivée d'étape Gijon           | Arrivée d'étape Gijon |
| --------------------- | ------------------------- | --------------------- | ------------------------------- | --------------------- |
|                       | Coureur                   | Pays                  | Équipe                          | Point(s)              |
| 1er                   | Luis Pérez Rodríguez      | Espagne               | Cofidis-Le Crédit par Téléphone | 25                    |
| 2e                    | Carlos Sastre             | Espagne               | CSC                             | 20                    |
| 3e                    | Alejandro Valverde        | Espagne               | Kelme-Costa Blanca              | 16                    |
| 4e                    | Miguel Martin Perdiguero  | Espagne               | Domina Vacanze-Elitron          | 14                    |
| 5e                    | Joaquin Rodriguez         | Espagne               | ONCE                            | 12                    |
| 6e                    | David Etxebarria          | Espagne               | Euskaltel-Euskadi               | 10                    |
| 7e                    | Patrick Sinkewitz         | Allemagne             | Quick Step-Davitamon            | 9                     |
| 8e                    | Igor Astarloa             | Espagne               | Saeco                           | 8                     |
| 9e                    | Dario Frigo               | Italie                | Fassa Bortolo                   | 7                     |
| 10e                   | Gorka Gonzalez            | Espagne               | Euskaltel-Euskadi               | 6                     |
| 11e                   | Igor Gonzalez De Galdeano | Espagne               | ONCE                            | 5                     |
| 12e                   | Joan Horrach              | Espagne               | Milaneza-MSS                    | 4                     |
| 13e                   | Claus Michael Møller      | Danemark              | Milaneza-MSS                    | 3                     |
| 14e                   | Aitor Osa                 | Espagne               | iBanesto.com                    | 2                     |
| 15e                   | Kyrylo Pospyeyev          | Ukraine               | Domina Vacanze-Elitron          | 1                     |
| modifier              |                           |                       |                                 |                       |

| Alto de la Madera 3e catégorie | Alto de la Madera 3e catégorie | Alto de la Madera 3e catégorie | Alto de la Madera 3e catégorie | Alto de la Madera 3e catégorie |
| ------------------------------ | ------------------------------ | ------------------------------ | ------------------------------ | ------------------------------ |
|                                | Coureur                        | Pays                           | Équipe                         | Point(s)                       |
| 1er                            | Joan Horrach                   | Espagne                        | Milaneza-MSS                   | 6                              |
| 2e                             | Unai Etxebarria                | Venezuela                      | Euskaltel-Euskadi              | 4                              |
| 3e                             | Marcos Serrano                 | Espagne                        | ONCE                           | 2                              |
| 4e                             | Constantino Zaballa            | Espagne                        | Kelme-Costa Blanca             | 1                              |
| modifier                       |                                |                                |                                |                                |

| Alto de la faya de los Lobos 2e catégorie | Alto de la faya de los Lobos 2e catégorie | Alto de la faya de los Lobos 2e catégorie | Alto de la faya de los Lobos 2e catégorie | Alto de la faya de los Lobos 2e catégorie |
| ----------------------------------------- | ----------------------------------------- | ----------------------------------------- | ----------------------------------------- | ----------------------------------------- |
|                                           | Coureur                                   | Pays                                      | Équipe                                    | Point(s)                                  |
| 1er                                       | César García                              | Espagne                                   | Labarca-2-Café Baqué                      | 10                                        |
| 2e                                        | Cristian Pepoli                           | Italie                                    | Saeco                                     | 7                                         |
| 3e                                        | Constantino Zaballa                       | Espagne                                   | Kelme-Costa Blanca                        | 5                                         |
| 4e                                        | Pedro Horrillo                            | Espagne                                   | Quick Step-Davitamon                      | 3                                         |
| 5e                                        | Joaquín López                             | Espagne                                   | Paternina-Costa de Almería                | 2                                         |
| 6e                                        | Jörg Jaksche                              | Allemagne                                 | ONCE                                      | 1                                         |
| modifier                                  |                                           |                                           |                                           |                                           |

| Alto Mirador del Fito 1re catégorie | Alto Mirador del Fito 1re catégorie | Alto Mirador del Fito 1re catégorie | Alto Mirador del Fito 1re catégorie | Alto Mirador del Fito 1re catégorie |
| ----------------------------------- | ----------------------------------- | ----------------------------------- | ----------------------------------- | ----------------------------------- |
|                                     | Coureur                             | Pays                                | Équipe                              | Point(s)                            |
| 1er                                 | Luis Pérez Rodríguez                | Espagne                             | Cofidis-Le Crédit par Téléphone     | 16                                  |
| 2e                                  | Carlos Sastre                       | Espagne                             | CSC                                 | 12                                  |
| 3e                                  | Isidro Nozal                        | Espagne                             | ONCE                                | 10                                  |
| 4e                                  | Felix Cardenas                      | Colombie                            | Labarca-2-Café Baqué                | 8                                   |
| 5e                                  | Aitor Osa                           | Espagne                             | iBanesto.com                        | 6                                   |
| 6e                                  | Oscar Sevilla                       | Espagne                             | Kelme-Costa Blanca                  | 4                                   |
| 7e                                  | Francisco Mancebo                   | Espagne                             | iBanesto.com                        | 3                                   |
| 8e                                  | Igor Gonzalez De Galdeano           | Espagne                             | ONCE                                | 2                                   |
| 9e                                  | Michael Rasmussen                   | Danemark                            | Rabobank                            | 1                                   |
| modifier                            |                                     |                                     |                                     |                                     |

## Classement de l'étape
| \| Classement de l'étape \| Classement de l'étape \| Classement de l'étape \| Classement de l'étape \| Classement de l'étape \| \| Coureur \| Coureur \| Pays \| Équipe \| Temps \| \| --------------------- \| ------------------------------ \| --------------------- \| ------------------------------- \| --------------------- \| \| 1er \| Luis Pérez Rodríguez \| Espagne \| Cofidis-Le Crédit par Téléphone \| + 3 h 27 min 32 s \| \| 2e \| Carlos Sastre \| Espagne \| CSC \| + 0 s \| \| 3e \| Alejandro Valverde \| Espagne \| Kelme-Costa Blanca \| + 14 s \| \| 4e \| Miguel Ángel Martín Perdiguero \| Espagne \| Domina Vacanze-Elitron \| + 14 s \| \| 5e \| Joaquim Rodríguez \| Espagne \| ONCE-Eroski \| + 14 s \| \| 6e \| David Etxebarria \| Espagne \| Euskaltel-Euskadi \| + 14 s \| \| 7e \| Patrik Sinkewitz \| Allemagne \| Quick Step-Davitamon \| + 14 s \| \| 8e \| Igor Astarloa \| Espagne \| Saeco \| + 14 s \| \| 9e \| Dario Frigo \| Italie \| Fassa Bortolo \| + 14 s \| \| 10e \| Gorka González \| Espagne \| Euskaltel-Euskadi \| + 14 s \| |                                |           |                                 |                   |
| |                                |           |                                 |                   |
| |                                |           |                                 |                   |
| Classement de l'étape |                                |           |                                 |                   |
| Coureur | Coureur                        | Pays      | Équipe                          | Temps             |
| 1er | Luis Pérez Rodríguez           | Espagne   | Cofidis-Le Crédit par Téléphone | + 3 h 27 min 32 s |
| 2e | Carlos Sastre                  | Espagne   | CSC                             | + 0 s             |
| 3e | Alejandro Valverde             | Espagne   | Kelme-Costa Blanca              | + 14 s            |
| 4e | Miguel Ángel Martín Perdiguero | Espagne   | Domina Vacanze-Elitron          | + 14 s            |
| 5e | Joaquim Rodríguez              | Espagne   | ONCE-Eroski                     | + 14 s            |
| 6e | David Etxebarria               | Espagne   | Euskaltel-Euskadi               | + 14 s            |
| 7e | Patrik Sinkewitz               | Allemagne | Quick Step-Davitamon            | + 14 s            |
| 8e | Igor Astarloa                  | Espagne   | Saeco                           | + 14 s            |
| 9e | Dario Frigo                    | Italie    | Fassa Bortolo                   | + 14 s            |
| 10e | Gorka González                 | Espagne   | Euskaltel-Euskadi               | + 14 s            |

## Classement général
Grâce à sa cinquième place au classement de l'étape, l'Espagnol Joaquim Rodríguez s'empare du maillot or de leader de cette Vuelta au détriment de son coéquipier Igor González de Galdeano qui reste à la seconde place dans le même temps. Il devance donc au classement général trois coureurs de l'équipe ONCE-Eroski, leurs compatriotes Isidro Nozal et Marcos Serrano étant troisième et quatrième du classement à une seconde.
| \| Classement général \| Classement général \| Classement général \| Classement général \| Classement général \| \| Coureur \| Coureur \| Pays \| Équipe \| Temps \| \| ------------------ \| ------------------------- \| ------------------ \| ----------------------------- \| ------------------ \| \| 1er \| Joaquim Rodríguez \| Espagne \| ONCE-Eroski \| 3 h 59 min 47 s \| \| 2e \| Igor González de Galdeano \| Espagne \| ONCE-Eroski \| + 0 s \| \| 3e \| Isidro Nozal \| Espagne \| ONCE-Eroski \| + 1 s \| \| 4e \| Marcos Serrano \| Espagne \| ONCE-Eroski \| + 1 s \| \| 5e \| Manuel Beltrán \| Espagne \| US Postal Service-Berry Floor \| + 11 s \| \| 6e \| Roberto Heras \| Espagne \| US Postal Service-Berry Floor \| + 11 s \| \| 7e \| Aitor Osa \| Espagne \| iBanesto.com \| + 25 s \| \| 8e \| Unai Osa \| Espagne \| iBanesto.com \| + 25 s \| \| 9e \| Francisco Mancebo \| Espagne \| iBanesto.com \| + 25 s \| \| 10e \| Juan Miguel Mercado \| Espagne \| iBanesto.com \| + 25 s \| |                           |         |                               |                 |
| |                           |         |                               |                 |
| |                           |         |                               |                 |
| Classement général |                           |         |                               |                 |
| Coureur | Coureur                   | Pays    | Équipe                        | Temps           |
| 1er | Joaquim Rodríguez         | Espagne | ONCE-Eroski                   | 3 h 59 min 47 s |
| 2e | Igor González de Galdeano | Espagne | ONCE-Eroski                   | + 0 s           |
| 3e | Isidro Nozal              | Espagne | ONCE-Eroski                   | + 1 s           |
| 4e | Marcos Serrano            | Espagne | ONCE-Eroski                   | + 1 s           |
| 5e | Manuel Beltrán            | Espagne | US Postal Service-Berry Floor | + 11 s          |
| 6e | Roberto Heras             | Espagne | US Postal Service-Berry Floor | + 11 s          |
| 7e | Aitor Osa                 | Espagne | iBanesto.com                  | + 25 s          |
| 8e | Unai Osa                  | Espagne | iBanesto.com                  | + 25 s          |
| 9e | Francisco Mancebo         | Espagne | iBanesto.com                  | + 25 s          |
| 10e | Juan Miguel Mercado       | Espagne | iBanesto.com                  | + 25 s          |

## Classements annexes
| Classement par points | Classement par points     | Classement par points | Classement par points           | Classement par points |
| Coureur               | Coureur                   | Pays                  | Équipe                          | Points                |
| --------------------- | ------------------------- | --------------------- | ------------------------------- | --------------------- |
| 1er                   | Joaquim Rodríguez         | Espagne               | ONCE-Eroski                     | 32 pts                |
| 2e                    | Igor González de Galdeano | Espagne               | ONCE-Eroski                     | 30 pts                |
| 3e                    | Luis Pérez Rodríguez      | Espagne               | Cofidis-Le Crédit par Téléphone | 25 pts                |
| 4e                    | Carlos Sastre             | Espagne               | CSC                             | 20 pts                |
| 5e                    | Alejandro Valverde        | Espagne               | Kelme-Costa Blanca              | 16 pts                |

| Classement par points | Classement par points     | Classement par points | Classement par points           | Classement par points |
| Coureur               | Coureur                   | Pays                  | Équipe                          | Points                |
| --------------------- | ------------------------- | --------------------- | ------------------------------- | --------------------- |
| 1er                   | Joaquim Rodríguez         | Espagne               | ONCE-Eroski                     | 32 pts                |
| 2e                    | Igor González de Galdeano | Espagne               | ONCE-Eroski                     | 30 pts                |
| 3e                    | Luis Pérez Rodríguez      | Espagne               | Cofidis-Le Crédit par Téléphone | 25 pts                |
| 4e                    | Carlos Sastre             | Espagne               | CSC                             | 20 pts                |
| 5e                    | Alejandro Valverde        | Espagne               | Kelme-Costa Blanca              | 16 pts                |

| Classement de la montagne | Classement de la montagne | Classement de la montagne | Classement de la montagne       | Classement de la montagne |
| Coureur                   | Coureur                   | Pays                      | Équipe                          | Points                    |
| ------------------------- | ------------------------- | ------------------------- | ------------------------------- | ------------------------- |
| 1er                       | Luis Pérez Rodríguez      | Espagne                   | Cofidis-Le Crédit par Téléphone | 16 pts                    |
| 2e                        | Carlos Sastre             | Espagne                   | CSC                             | 12 pts                    |
| 3e                        | César García              | Espagne                   | Labarca-2-Café Baqué            | 10 pts                    |
| 4e                        | Isidro Nozal              | Espagne                   | ONCE-Eroski                     | 10 pts                    |
| 5e                        | Félix Cárdenas            | Colombie                  | Labarca-2-Café Baqué            | 8 pts                     |

| Classement de la montagne | Classement de la montagne | Classement de la montagne | Classement de la montagne       | Classement de la montagne |
| Coureur                   | Coureur                   | Pays                      | Équipe                          | Points                    |
| ------------------------- | ------------------------- | ------------------------- | ------------------------------- | ------------------------- |
| 1er                       | Luis Pérez Rodríguez      | Espagne                   | Cofidis-Le Crédit par Téléphone | 16 pts                    |
| 2e                        | Carlos Sastre             | Espagne                   | CSC                             | 12 pts                    |
| 3e                        | César García              | Espagne                   | Labarca-2-Café Baqué            | 10 pts                    |
| 4e                        | Isidro Nozal              | Espagne                   | ONCE-Eroski                     | 10 pts                    |
| 5e                        | Félix Cárdenas            | Colombie                  | Labarca-2-Café Baqué            | 8 pts                     |

| Classement du combiné | Classement du combiné     | Classement du combiné | Classement du combiné           | Classement du combiné |
| Coureur               | Coureur                   | Pays                  | Équipe                          | Points                |
| --------------------- | ------------------------- | --------------------- | ------------------------------- | --------------------- |
| 1er                   | Luis Pérez Rodríguez      | Espagne               | Cofidis-Le Crédit par Téléphone | 15 pts                |
| 2e                    | Isidro Nozal              | Espagne               | ONCE-Eroski                     | 16 pts                |
| 3e                    | Igor González de Galdeano | Espagne               | ONCE-Eroski                     | 18 pts                |
| 4e                    | Joaquim Rodríguez         | Espagne               | ONCE-Eroski                     | 19 pts                |
| 5e                    | Carlos Sastre             | Espagne               | CSC                             | 27 pts                |

| Classement du combiné | Classement du combiné     | Classement du combiné | Classement du combiné           | Classement du combiné |
| Coureur               | Coureur                   | Pays                  | Équipe                          | Points                |
| --------------------- | ------------------------- | --------------------- | ------------------------------- | --------------------- |
| 1er                   | Luis Pérez Rodríguez      | Espagne               | Cofidis-Le Crédit par Téléphone | 15 pts                |
| 2e                    | Isidro Nozal              | Espagne               | ONCE-Eroski                     | 16 pts                |
| 3e                    | Igor González de Galdeano | Espagne               | ONCE-Eroski                     | 18 pts                |
| 4e                    | Joaquim Rodríguez         | Espagne               | ONCE-Eroski                     | 19 pts                |
| 5e                    | Carlos Sastre             | Espagne               | CSC                             | 27 pts                |

| Classement par équipes | Classement par équipes        | Classement par équipes | Classement par équipes |
| Équipe                 | Équipe                        | Pays                   | Temps                  |
| ---------------------- | ----------------------------- | ---------------------- | ---------------------- |
| 1re                    | ONCE-Eroski                   | Espagne                |                        |
| 2e                     | iBanesto.com                  | Espagne                | + 1 min 14 s           |
| 3e                     | US Postal Service-Berry Floor | États-Unis             | + 1 min 46 s           |
| 4e                     | Kelme-Costa Blanca            | Espagne                | + 2 min 16 s           |
| 5e                     | Euskaltel-Euskadi             | Espagne                | + 2 min 30 s           |

| Classement par équipes | Classement par équipes        | Classement par équipes | Classement par équipes |
| Équipe                 | Équipe                        | Pays                   | Temps                  |
| ---------------------- | ----------------------------- | ---------------------- | ---------------------- |
| 1re                    | ONCE-Eroski                   | Espagne                |                        |
| 2e                     | iBanesto.com                  | Espagne                | + 1 min 14 s           |
| 3e                     | US Postal Service-Berry Floor | États-Unis             | + 1 min 46 s           |
| 4e                     | Kelme-Costa Blanca            | Espagne                | + 2 min 16 s           |
| 5e                     | Euskaltel-Euskadi             | Espagne                | + 2 min 30 s           |